# Прохазка, Феликс
Феликс Прохазка (нем. Felix Prohaska; 16 мая 1912, Вена — 29 марта 1987, Вена) — австрийский дирижёр. Сын композитора Карла Прохазки, отец искусствоведа Вольфганга Прохазки, дед певцов Даниэля и Анны Прохазка.
Ученик своего отца, затем учился игре на фортепиано у Фридриха Вюрера и Эдуарда Штойермана, скрипке у Готфрида Файста, теорию изучал у Ханса Галя, Эгона Корнаута, Феликса Зальцера, Йозефа Польнауэра.
В 1936—1939 гг. репетитор в Оперном театре Граца. В 1939—1941 гг. оперный дирижёр в Дуйсбурге, в 1941—1943 гг. в Страсбурге, в 1943—1945 гг. в Немецкой опере в Праге и Зальцбурге. В 1945—1946 гг. преподавал в Венской академии музыки, в 1946—1955 гг. первый капельмейстер в Венской государственной опере — в сложный период, когда труппа выступала на сцене Венской народной оперы (поскольку основное помещение пострадало во время войны), а ведущие дирижёры ещё проходили процесс денацификации. Выступал на Зальцбургском фестивале, гастролировал в Южной Америке.
В 1955—1961 гг. вице-генеральмузикдиректор Франкфурта-на-Майне, первый капельмейстер Франкфуртской оперы. В 1961—1969 гг. директор Ганноверской Высшей школы музыки и театра, до 1975 г. профессор там же, дирижировал также в Ганноверской опере. Одновременно в 1967—1970 гг. вновь штатный дирижёр Венской оперы.
Среди записей Прохазки наиболее важное значение имеют сделанные в 1950-е гг. записи вокально-симфонических сочинений Иоганна Себастьяна Баха, тяготевшие к аутентизму.